# Oideterus andrarius
Oideterus andrarius es una especie de escarabajo longicornio del género Oideterus, categorizada en la tribu Anacolini, de la subfamilia Prioninae. Fue descrita por Galileo en 1987.
El período de actividad en ejemplares adultos se presenta regularmente entre marzo y junio y septiembre y noviembre. Existe un ejemplar de la especie en el museo Senckenberg de Historia Natural.

## Descripción
Mide 7,7-9,2 mm de longitud. Sin embargo, se han encontrado ejemplares de hasta 13 mm.

## Distribución
Se distribuye por América del Sur: Colombia.